# Giro di Romandia 1975
Il Giro di Romandia 1975, ventinovesima edizione della corsa, si svolse dal 6 all'11 maggio su un percorso di 895 km ripartiti in 5 tappe (la quinta suddivisa in due semitappe) e un cronoprologo, con partenza a Ginevra e arrivo a Lancy. Fu vinto dallo spagnolo Francisco Galdós della KAS davanti allo svizzero Josef Fuchs e al norvegese Knut Knudsen.

## Tappe
| Tappa  | Data      | Percorso                            | km  | Vincitore di tappa | Leader cl. generale |
| ------ | --------- | ----------------------------------- | --- | ------------------ | ------------------- |
| Prol.  | 6 maggio  | Ginevra > Ginevra (cron. a squadre) | 4   | Scic               | Enrico Paolini      |
| 1ª     | 7 maggio  | Ginevra > Sainte-Croix              | 169 | Eddy Merckx        | Enrico Paolini      |
| 2ª     | 8 maggio  | Sainte-Croix > Porrentruy           | 187 | Patrick Sercu      | Enrico Paolini      |
| 3ª     | 9 maggio  | Porrentruy > Gruyères               | 190 | Gerrie Knetemann   | Gerrie Knetemann    |
| 4ª     | 10 maggio | Bulle > Verbier                     | 169 | Francisco Galdós   | Francisco Galdós    |
| 5ª-1ª  | 11 maggio | Verbier > Lancy                     | 150 | Patrick Sercu      | Francisco Galdós    |
| 5ª-2ª  | 11 maggio | Lancy > Lancy (cron. individuale)   | 25  | Eddy Merckx        | Francisco Galdós    |
| Totale | Totale    | Totale                              | 895 |                    |                     |

## Dettagli delle tappe

### Prologo
- 6 maggio: Ginevra > Ginevra (cron. a squadre) – 4 km

| Pos. | Squadra                | Tempo |
| ---- | ---------------------- | ----- |
| 1    | Scic                   |       |
| 2    | Gan-Mercier-Hutchinson |       |
| 3    | KAS                    |       |

| Pos. | Corridore      | Squadra | Tempo |
| ---- | -------------- | ------- | ----- |
| 1    | Enrico Paolini | Scic    |       |

### 1ª tappa
- 7 maggio: Ginevra > Sainte-Croix – 169 km

| Pos. | Corridore        | Squadra   | Tempo |
| ---- | ---------------- | --------- | ----- |
| 1    | Eddy Merckx      | Molteni   |       |
| 2    | Christian Seznec | Gan       |       |
| 3    | Walter Godefroot | Carpenter |       |

| Pos. | Corridore      | Squadra | Tempo |
| ---- | -------------- | ------- | ----- |
| 1    | Enrico Paolini | Scic    |       |

### 2ª tappa
- 8 maggio: Sainte-Croix > Porrentruy – 187 km

| Pos. | Corridore        | Squadra   | Tempo |
| ---- | ---------------- | --------- | ----- |
| 1    | Patrick Sercu    | Brooklyn  |       |
| 2    | Walter Godefroot | Carpenter |       |
| 3    | Eddy Merckx      | Molteni   |       |

| Pos. | Corridore      | Squadra | Tempo |
| ---- | -------------- | ------- | ----- |
| 1    | Enrico Paolini | Scic    |       |

### 3ª tappa
- 9 maggio: Porrentruy > Gruyères – 190 km

| Pos. | Corridore        | Squadra | Tempo |
| ---- | ---------------- | ------- | ----- |
| 1    | Gerrie Knetemann | Gan     |       |
| 2    | Eddy Merckx      | Molteni |       |
| 3    | Joop Zoetemelk   | Gan     |       |

| Pos. | Corridore        | Squadra | Tempo |
| ---- | ---------------- | ------- | ----- |
| 1    | Gerrie Knetemann | Gan     |       |

### 4ª tappa
- 10 maggio: Bulle > Verbier – 169 km

| Pos. | Corridore            | Squadra | Tempo |
| ---- | -------------------- | ------- | ----- |
| 1    | Francisco Galdós     | KAS     |       |
| 2    | Josef Fuchs          | Filotex |       |
| 3    | Jos De Schoenmaecker | Molteni |       |

| Pos. | Corridore        | Squadra | Tempo |
| ---- | ---------------- | ------- | ----- |
| 1    | Francisco Galdós | KAS     |       |

### 5ª tappa - 1ª semitappa
- 11 maggio: Verbier > Lancy – 150 km

| Pos. | Corridore     | Squadra  | Tempo |
| ---- | ------------- | -------- | ----- |
| 1    | Patrick Sercu | Brooklyn |       |
| 2    | Eddy Merckx   | Molteni  |       |
| 3    | Charly Rouxel | Peugeot  |       |

| Pos. | Corridore        | Squadra | Tempo |
| ---- | ---------------- | ------- | ----- |
| 1    | Francisco Galdós | KAS     |       |

### 5ª tappa - 2ª semitappa
- 11 maggio: Lancy > Lancy (cron. individuale) – 25 km

| Pos. | Corridore        | Squadra        | Tempo |
| ---- | ---------------- | -------------- | ----- |
| 1    | Eddy Merckx      | Molteni        |       |
| 2    | Fausto Bertoglio | Jollj Ceramica |       |
| 3    | Knut Knudsen     | Jollj Ceramica |       |

| Pos. | Corridore        | Squadra        | Tempo     |
| ---- | ---------------- | -------------- | --------- |
| 1    | Francisco Galdós | KAS            | 23h48'10" |
| 2    | Josef Fuchs      | Filotex        | a 20"     |
| 3    | Knut Knudsen     | Jollj Ceramica | a 1'57"   |

## Classifiche finali

### Classifica generale
| Pos. | Corridore            | Squadra                        | Tempo     |
| ---- | -------------------- | ------------------------------ | --------- |
| 1    | Francisco Galdós     | KAS                            | 23h48'10" |
| 2    | Josef Fuchs          | Filotex                        | a 20"     |
| 3    | Knut Knudsen         | Jollj Ceramica                 | a 1'57"   |
| 4    | Wilfried David       | Carpenter-Confortluxe-Flandria | a 2'05"   |
| 5    | Georges Talbourdet   | Gan-Mercier-Hutchinson         | a 2'30"   |
| 6    | Jos De Schoenmaecker | Molteni-Campagnolo             | a 2'31"   |
| 7    | Christian Seznec     | Gan-Mercier-Hutchinson         | a 2'47"   |
| 8    | Giancarlo Bellini    | Brooklyn                       | a 3'09"   |
| 9    | Enrico Paolini       | Scic                           | a 4'31"   |
| 10   | Michel Périn         | Gan-Mercier-Hutchinson         | a 5'09"   |